# Parmalat
Parmalat SpA (произносится Пармала́т) — итальянская корпорация по производству молочных и других пищевых продуктов. Штаб-квартира компании находится в городке Коллеккьо (регион Эмилия-Романья).
Компания насчитывает около 140 заводов по всему миру.

## История
Компания основана в 1961 году, когда Калисто Танци (1938—2022), 22-летний выпускник колледжа, открыл в городе Парма небольшое предприятие по пастеризации молока. Название компании Parmalat было образовано из названия города Пармы и latte (в переводе с итальянского языка — «молоко»). К 1966 году Танци разработал технологию ультрапастеризованного молока, благодаря обработке высокой температурой оно могло храниться до 6 месяцев при комнатной температуре. Для расфасовки молока использовалась упаковка Tetra Pak. В 1969 году началось производство ультрапастеризованных сливок под торговой маркой Panna Chef.
В 1973 году в Италии была упразднена монополия Centrali del Latte (муниципальных дистрибьюторских центров молока), что позволило Parmalat расширить деятельность в цельное молоко. Также в начале 1970-х годов компания начала выпуск йогурта и витаминизированного молока. В 1974 году в Итамонти (Бразилия) было открыто первое зарубежное предприятие. В марте 1973 году Parmalat стала первой компанией, спонсировавшей крупное международное спортивное мероприятие — Кубок мира по горнолыжному спорту, позже спонсорство широко применялось компанией в рекламных целях. В 1970-х годах были поглощены несколько компаний в Италии, Франции и Германии, ассортимент продукции был пополнен сырами, десертами, сливочным маслом и ультрапастеризованным соусом бешамель. За 1970-е годы оборот компании вырос с 6 млрд лир до 289 млрд лир.
В 1982 году компания вышла на рынок США, а в следующем году начала деятельность в Испании. В конце 1980-х годов был куплен футбольный клуб «Парма». При семье Танци (сначала президентом был сам Калисто, а после 1996-го — его сын Стефано Танци) «Парма» за несколько лет из слабого провинциального клуба стал одним из европейских грандов футбола, завоевал множество трофеев как в Италии, так и в Европе. В 1990 году бизнес семьи Танци был оформлен как холдинг Parmalat Finanziaria SpA. В 1990-х годах приоритетным рынком для компании стали США, продажи здесь выросли с 5 млн долларов в 1992 году до 650 млн долларов в 1999 году. Росту способствовало отсутствие крупного национального бренда молочной продукции в США, были поглощены молокозавод Атланты, компании White Knight, West Dairies и Farmland Dairies. В 2001 году генеральным директором компании стал сын основателя, Стефано Танци. К этому времени оборот Parmalat составлял 6 млрд долларов, у компании было 162 завода и 40 тыс. сотрудников.

### Банкротство
Скандал вокруг компании разгорелся в 2003 году, когда на пост председателя правления пришёл Энрико Бонди, который поднял бухгалтерскую отчётность и обнаружил, что фирма в течение длительного времени (более 10 лет) скрывала убытки и завышала показатели прибыли. Компания уличена в незаконных манипуляциях на биржах. После этого компания перенесла длительный процесс реорганизации.
Позднее, в декабре 2010 года, Калисто Танци, бывший генеральный директор и основатель Parmalat, доведший компанию до преднамеренного банкротства, был приговорён к 18 годам тюрьмы, а бывший финансовый директор — к 14 годам. До этого, в 2008 году, Танци уже был приговорён к 10 годам лишения свободы за махинации на рынке ценных бумаг.
Весной-летом 2011 года французская компания Lactalis, до этого владевшая 29 % акций Parmalat, выкупила контрольный пакет Parmalat, сконцентрировав в своих руках 83,3 % акций компании. Предполагаемая сумма сделки составила €3,4 млрд.

## Собственники и руководство
По состоянию на июль 2011 года 83,3 % акций компании принадлежало французской пищевой компании Lactalis. В 2016 году Lactalis начала выкуп оставшихся акций и в марте 2019 года акции Parmalat были сняты с листинга Итальянской фондовой биржи.
Председатель совета директоров компании — Раффаэле Пичелла (Raffaele Picella), главный управляющий — Энрико Бонди (Enrico Bondi).

## Деятельность
Компании принадлежит около 140 производств по всему миру. У Parmalat имеются официальные представительства в таких странах как Австралия, Армения, Ботсвана, Венесуэла, Замбия, Италия, Канада, Колумбия, Куба, Мозамбик, Никарагуа, Парагвай, Португалия, Россия, Румыния, Свазиленд, Эквадор, Южная Африка. Лицензионное производство осуществляется в следующих государствах: Бразилия, Венгрия, Доминиканская республика, Испания, Китай, Мексика, США, Уругвай, Чили.
Численность персонала компании — 13,79 тыс. человек. Выручка за 2009 год составила €3,99 млрд, операционная прибыль — €666,8 млн, чистая прибыль — €519,0 млн.